# Louis Liénard de Beaujeu
Louis Liénard de Beaujeu, (né le 16 avril 1683 et décédé le 27 décembre 1750) était officier dans les troupes de la Marine et lieutenant du roi à Trois-Rivières.

## Référence
Dictionnaire biographique du Canada